# Edward Terry Sanford

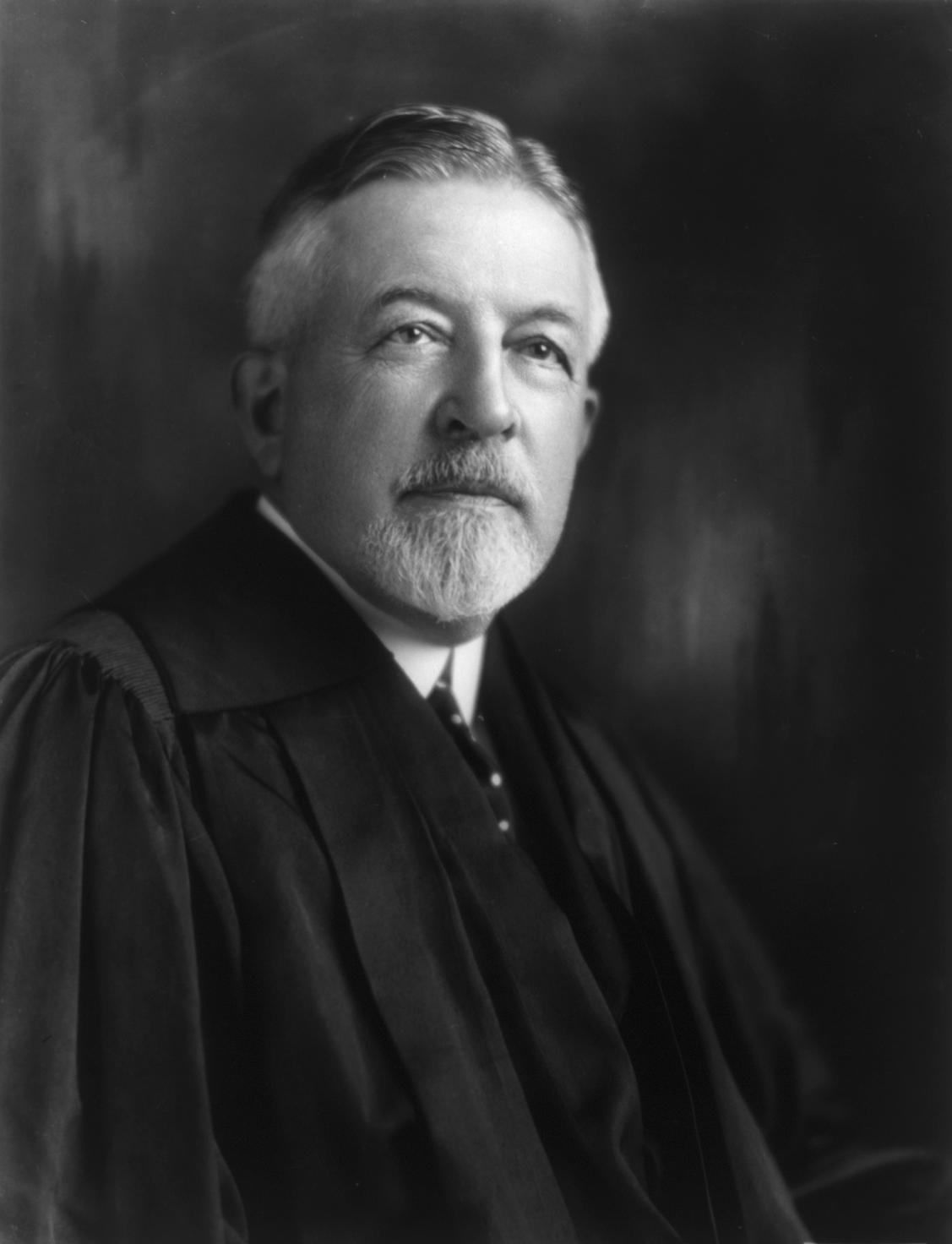
Edward Terry Sanford

Edward Terry Sanford (* 23. Juli 1865 in Knoxville, Tennessee; † 8. März 1930 in Washington, D.C.) war ein US-amerikanischer Jurist und Hochschullehrer sowie zuletzt Richter am Obersten Gerichtshof der USA (US Supreme Court).

## Leben
Nach dem Schulbesuch studierte Sanford zuerst an der University of Tennessee und erwarb dort 1883 einen Bachelor of Arts (B.A.) sowie einen weiteren Bachelor of Arts 1885 nach einem anschließenden Studium an der Harvard University. Danach setzte er sein Studium an der Harvard University fort und erwarb dort 1889 sowohl einen Master of Arts (M.A.) als auch nach einem Studium der Rechtswissenschaften an der dortigen Law School einen Bachelor of Laws (LL.B.). Während seines Studiums war er Redakteur der Harvard Law Review.
Nach seiner bereits 1888 erfolgten anwaltlichen Zulassung im Bundesstaat Tennessee war er als Rechtsanwalt tätig und Partner der Anwaltskanzlei Lucky, Sanford, and Fowler. Daneben war er zwischen 1897 und 1923 Trustee der University of Tennessee, an der er von 1898 bis 1906 als Lecturer auch Rechtswissenschaften lehrte. Zwischen 1907 und 1908 war er während der Präsidentschaft von Theodore Roosevelt als US Assistant Attorney General einer der engsten Mitarbeiter des damaligen Justizministers Charles Joseph Bonaparte. Zugleich war er von 1907 bis 1930 Trustee des Peabody College in Nashville.
1908 wurde er von Präsident Roosevelt zum Richter am US District Court für Ost- und Mittel-Tennessee berufen und bekleidete dieses Amt bis 1923.
Am 19. Februar 1923 erfolgte seine Ernennung zum Beigeordneten Richter am Obersten Gerichtshof der USA durch US-Präsident Warren G. Harding und damit zum Nachfolger von Mahlon Pitney. Bereits im Juni 1923 wirkte er an der Grundsatzentscheidung im Verfahren Meyer v. Nebraska mit, nach der das Verbot des Unterrichts in einer nicht-englischen Sprache wie der hier betroffenen deutschen Sprache gegen das sich aus dem 14. Zusatzartikel zur Verfassung der USA ergebende Elternrecht verstößt.
Das Amt des Beigeordneten Richters (Associate Justice) übte Sanford bis zu seinem Tod am 8. März 1930 aus, als er durch eine bei einer Zahnextraktion zugezogenen Vergiftung verstarb. Am gleichen Tag verstarb auch der Chief Justice of the United States und frühere US-Präsident William Howard Taft. Sanfords Nachfolger als Beigeordneter Richter wurde Owen Roberts, während Charles Evans Hughes neuer Präsident des Obersten Gerichtshofes wurde.

## Veröffentlichungen
- Blount college and the University of Tennessee, 1894
- The constitutional convention of Tennessee of 1796, 1896